# Goldberg (Pfalz)
Der Goldberg ist ein Hügel in der nördlichen Vorderpfalz (Rheinland-Pfalz). Östlich seiner Kuppe, deren höchster Punkt auf der Grenze zwischen den Ortsgemeinden Obersülzen und Laumersheim liegt und eine Höhe von 171,1 m ü. NHN aufweist, verläuft die Landesstraße 454, die dort Obersülzen und Laumersheim verbindet; an seiner Nordostflanke entlang führt die Landesstraße 453 von Obersülzen nach Dirmstein.

## Geographie
Der überwiegend mit Weinreben bestockte Goldberg ist Teil eines niedrigen Höhenrückens, der von Südwesten, später Westen her in die Rheinebene hineinragt. Die Hügelkette, zu der südwestlich auch der Orlenberg (190,8 m) gehört, bildet einen Teil der Wasserscheide zwischen den Einzugsgebieten des Eckbachs im Süden und seines linken Zuflusses Floßbach im Norden.
Am Nordosthang des Orlenbergs, zum Goldberg hin, liegt der erste steilere Anstieg, den die Autobahn 6 auf ihrem Weg von Mannheim nach Saarbrücken nimmt, um von der Rheinebene auf das Höhenniveau des Pfälzerwalds zu kommen. Regional ist der Anstieg als Laumersheimer Berg bekannt.

## Geschichte

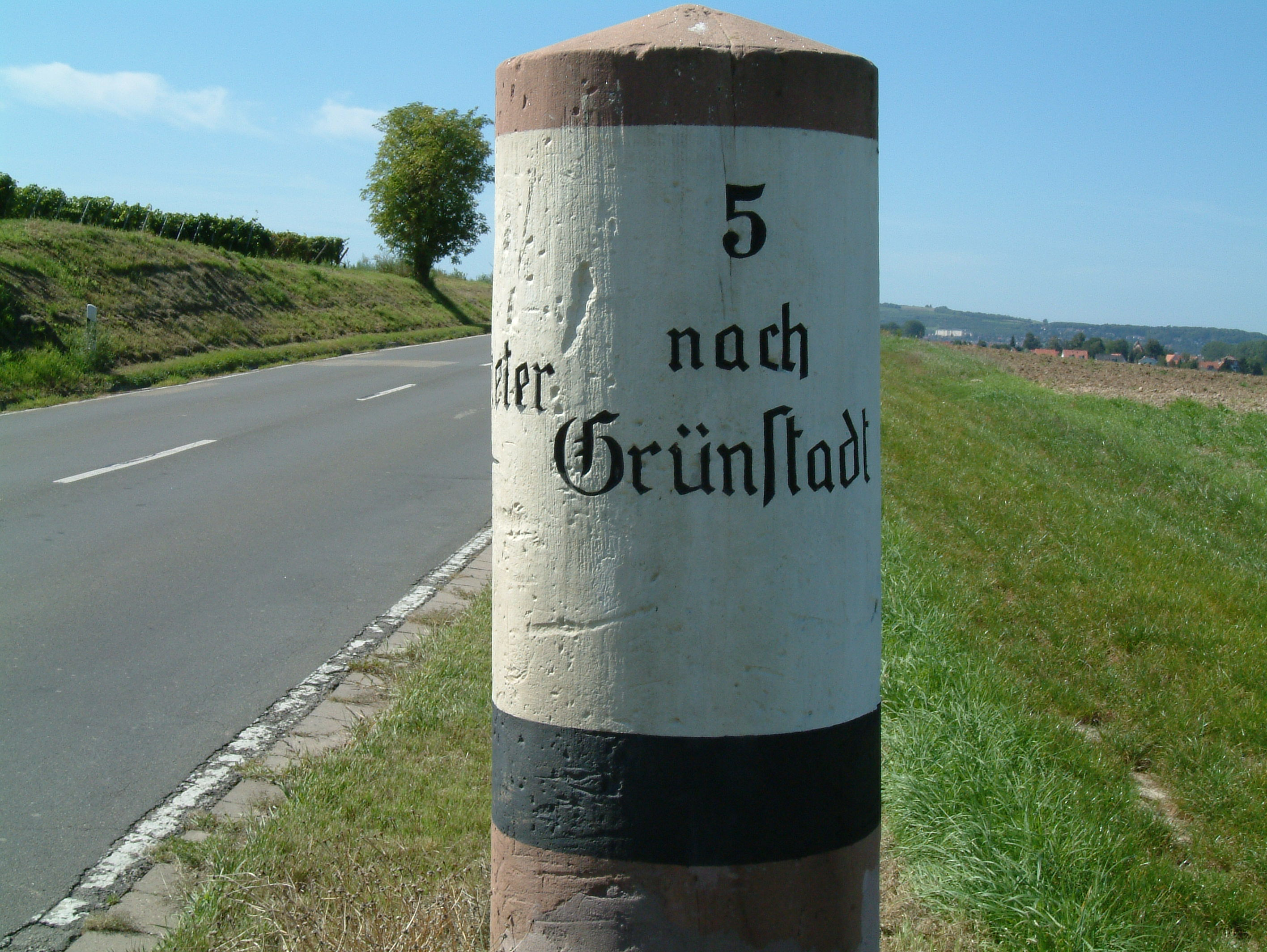
Kilometerstein Nr. 5, links der Anstieg zur Goldbergkuppe

Am Nordosthang des Goldbergs steht der Kilometerstein Nr. 5, eine Stundensäule aus Sandstein, die im 19. Jahrhundert als Hinweis für die Entfernung nach Grünstadt (5 km) errichtet wurde.
Kurz vor dem Ende des Zweiten Weltkriegs überlebte der Engländer Cyril William Sibley als Besatzungsmitglied den nächtlichen Abschuss und Absturz seines Flugzeugs am Osthang des Goldbergs in der Weinlage Dirmsteiner Mandelpfad. Noch in derselben Nacht wurde er Opfer eines sogenannten Fliegermordes durch Adolf Wolfert, einen örtlichen Funktionär der NSDAP, und dessen Mittäter Georg Hartleb.
Ebenfalls in der Weinlage Mandelpfad erbauten Angehörige der Kolpingsfamilie Dirmstein 1998/1999 eine Mariengrotte, vor der ein kleiner Rastplatz mit Ruhebänken eingerichtet wurde. Von dort aus bietet sich ein weiter Blick nach Osten in die Rheinebene.